# 鳥栖市ミニバス

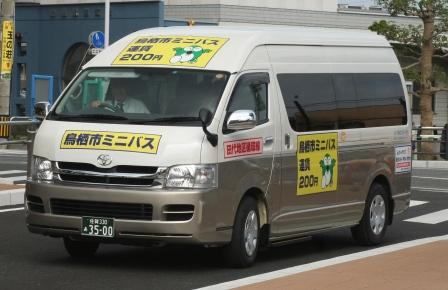
車両（鳥栖構内タクシー）

鳥栖市ミニバス（とすしミニバス）は、佐賀県鳥栖市が国道・交通対策課を所管として運行するコミュニティバスである。

## 概要
鳥栖市内の西鉄バス路線のない地域や、西鉄バス路線が廃止された地域で運行するコミュニティバス形態の公共交通である。鳥栖駅またはフレスポ鳥栖を起終点とし鳥栖駅・鳥栖市中心部に比較的近い場所を運行する3路線と、鳥栖市南部・南西部の旭地区で運行する1路線があり、いずれも循環路線である。鳥栖駅周辺部や幹線道路上などを除き、停留所以外でも自由に乗降できるフリー乗降制となっている。
全路線とも地元タクシー会社が運行しており、トヨタ・ハイエースのジャンボタクシー車両（乗客定員9人）を使用する定時定路線型の乗合タクシーである。
運賃は200円均一である（回数券あり）。

## 沿革
- 2009年10月1日 - 2009年3月に策定した鳥栖市地域公共交通総合連携計画に基づき、実証実験として運行開始。鳥栖地区循環線、田代地区循環線の2路線[1]。
- 2011年10月1日 - ダイヤ改正。路線延長[2]。
- 2012年10月1日 - 本格運行に移行。従来路線に加え基里地区循環線、旭地区循環線を新設[3]。
- 2013年4月1日 - 旭地区循環線のダイヤ改正。路線延長し、旭公民館発着からマックスバリュ鳥栖村田店発着となる[4]。
- 2015年4月1日 - 旭地区循環線のダイヤ改正。7本→6本へ減便。基里地区・旭地区循環線の運行事業者を鳥栖構内タクシーから久留米西鉄タクシーに変更[5]。
- 2015年10月2日 - 鳥栖地区循環線をライフガーデン鳥栖へ延長。
- 2016年10月3日 - 旭地区循環線を山都町公民館方面へ延長。

## 路線
- 4路線が運行されている。曜日を限定しての運行で、路線により月・水・金曜日運行の路線と、火・木・土曜日運行の路線がある。日曜日は運行がない。祝日、盆（8月13日-15日）、年末年始（12月29日-1月3日）は運休する。

### 鳥栖地区循環線
- 鳥栖駅の南西部の地域を運行する路線。月・水・金曜日に7本が運行される。運行事業者は鳥栖構内タクシー。右回りと左回りがあり、交互に運行される。

右回り
フレスポ鳥栖 → 鳥栖駅前 → 斎藤内科前 → つばさ鳥栖 → 宝満宮前 → 長福寺南 → 鳥栖いづみ園前 → 今泉町公民館前 → 藤戸医院前 → 鳥栖まちづくり推進センター前 → セントポーリア前 → 真木町公民館 → 鳥栖まちづくり推進センター分館 → ライフガーデン鳥栖 → 轟木薬師堂前 → いとうクリニック前 → 今村病院 → 西町郵便局前 → 秋葉町 → 本通町一丁目 → 鳥栖駅前 → フレスポ鳥栖
左回り
右回りと逆順で運行

### 田代地区循環線
田代駅の西側の地域と鳥栖駅・フレスポ鳥栖を結ぶ路線。火・木・土曜日に7本が運行される。運行事業者は鳥栖構内タクシー。全便とも同一方向で運行する。
経路
フレスポ鳥栖 → 鳥栖駅前 → 加根久鳥栖支店前 → 六六軒前 → 石橋整形外科前 → 田代外町住宅南 → 田代外町住宅北 → 田代外町公民館前 → 山ノ内製菓前 → 田代公園入口 → 中冨記念くすり博物館前 → 田代公園入口 → 田代まちづくり推進センター → 田代上町 → 八坂神社 → 漢方朝日薬局前 → JA福祉前 → 田代本町 → JA福祉前 → 漢方朝日薬局前 → 笠井登記事務所前 → 桜町北 → 桜町旧公民館前 → 桜町公民館前 → 毛利園茶舗前 → 加根久鳥栖支店前 → 鳥栖駅前 → フレスポ鳥栖

### 基里地区循環線
市東部の地域と鳥栖駅・フレスポ鳥栖を結ぶ路線。火・木・土曜日に7本が運行される。運行事業者は久留米西鉄タクシー。左回りと右回りがあり、交互に運行される。
左回り
フレスポ鳥栖 → 本鳥栖 → 曽根崎 → 流通団地南 → 啓心会病院 → 重田 → 飯田町けいしん → 飯田 → 日恵寺公民館 → 幡崎公民館 → 姫方公園 → 基里まちづくり推進センター分館前 → うぐめだ橋 → 曽根崎 → 本鳥栖 → 鳥栖駅前 → フレスポ鳥栖
※始発便は鳥栖駅前始発
右回り
左回りと逆順で運行（ただし鳥栖駅周辺部はフレスポ鳥栖 → 本鳥栖 → … → 本鳥栖 → 鳥栖駅前 → フレスポ鳥栖の順で運行）

### 旭地区循環線
市南部・南西部の地域を運行する路線。月・水・金曜日に6本が運行される。運行事業者は久留米西鉄タクシー。左回りと右回りがあり、交互に運行される。
左回り
マックスバリュ鳥栖村田店 → 旭まちづくり推進センター → 西田町北 → 野田内科前 → 村田郵便局前 → 江島公民館 → 於保里 → 不動島 → 田出島 → 下野 → 下野南 → 下野公民館 → 下野中 → 下野北 → あさひ新町南 → 旭駅前 → JA旭支所前 → 幸津公民館 → マックスバリュ鳥栖村田店 → JR麓駅 → 乗目バス停 → 麓まちづくり推進センター → 山都町公民館 → 麓まちづくり推進センター → 乗目バス停 → JR麓駅 → マックスバリュ鳥栖村田店
右回り
マックスバリュ鳥栖村田店 → 幸津公民館 → （この間左回りと逆順） → 旭まちづくり推進センター → マックスバリュ鳥栖村田店 → JR麓駅 → （この間右回りと同順） → JR麓駅 → マックスバリュ鳥栖村田店